# Thomy Bourdelle
Pour les articles homonymes, voir Bourdelle.
Tomy Charles Bourdel dit Thomy Bourdelle, né le 20 avril 1891 à Paris (2e arrondissement) et mort le 27 juin 1972 à Toulon (Var), est un acteur français.
Il est le frère de l'acteur Marcel Bourdel (1883-1972).

## Biographie
Engagé pour trois ans dans l'artillerie en 1909, Thomy Bourdelle est rendu à la vie civile avec le grade de maréchal des logis en 1912. Rappelé sous les drapeaux lors de la mobilisation générale d'août 1914, il est successivement promu adjudant en 1915, sous-lieutenant en 1916 et lieutenant en 1918. Titulaire de la Croix de guerre avec deux  citations, il est fait chevalier de la Légion d'honneur à titre militaire en 1932. Atteint par la limite d'âge, il est radié du cadre des officiers de réserve en 1937.
Au cinéma, il apparaît dans un peu plus de quatre-vingts films. Il travaille à plusieurs reprises avec le réalisateur Léon Poirier (12 films) en tant qu'acteur, co-réalisateur ou directeur de production.

## Filmographie
- 1922 : La Fille des chiffonniers d'Henri Desfontaines
- 1922 : Jocelyn de Léon Poirier
- 1922 : Roger la Honte de Jacques de Baroncelli
- 1923 : Geneviève de Léon Poirier
- 1923 : Le Taxi 313-X-7 de Pierre Colombier
- 1923 : Château historique d'Henri Desfontaines
- 1923 : L'Auberge rouge de Jean Epstein
- 1924 : Surcouf de Luitz-Morat (Tourné en 8 épisodes : 1. "Le roi des corsaires", 2. "Les pontons Anglais", 3. "Les fiançailles tragiques", 4. "Un cœur de héros", 5. "La chasse à l'homme", 6. "La lettre à Bonaparte", 7. "La morsure du serpent", 8. "La réponse de Bonaparte")
- 1924 : Jocaste de Gaston Ravel
- 1924 : Pêcheur d'Islande de Jacques de Baroncelli
- 1924 : L'Affaire du courrier de Lyon de Léon Poirier
- 1924 : La Brière de Léon Poirier
- 1924 : L'Enfant des halles de René Leprince
- 1925 : Jack de Robert Saidreau
- 1925 : Les Dévoyés d'Henri Vorins
- 1926 : Jean Chouan de Luitz-Morat : le général Kleper
- 1926 : Les Fiançailles rouges de Roger Lion
- 1926 : Ma maison de Saint-Cloud de Jean Manoussi
- 1927 : En rade d'Alberto Cavalcanti
- 1927 : Yvette d'Alberto Cavalcanti
- 1927 : Le Martyre de Sainte-Maxence de E.B Donatien
- 1928 : La Divine Croisière de Julien Duvivier
- 1928 : Verdun, visions d'histoire de Léon Poirier
- 1930 : Caïn, aventures des mers exotiques de Léon Poirier et Emil-Edwin Reinert
- 1930 : Les Vacances du diable d'Alberto Cavalcanti
- 1930 : Sous les toits de Paris de René Clair
- 1931 : À mi-chemin du ciel d'Alberto Cavalcanti
- 1931 : Le Rebelle d'Adelqui Migliar
- 1931 : Tumultes de Robert Siodmak
- 1931 : Verdun, souvenirs d'histoire de Léon Poirier et Thomy Bourdelle (uniquement coréalisateur)
- 1932 : Fantômas de Paul Fejos
- 1932 : Danton d'André Roubaud
- 1932 : Camp volant de Max Reichmann
- 1932 : Le Testament du docteur Mabuse de Fritz Lang
- 1932 : Mon ami Tim de Jack Forrester
- 1932 : Les Trois Mousquetaires d'Henri Diamant-Berger
- 1932 : Pêcheur belge en Islande, documentaire de Fernand Rigot
- 1933 : Quatorze juillet de René Clair
- 1933 : L'Étoile de Valencia de Serge de Poligny
- 1933 : Pêcheur d'Islande de Pierre Guerlais
- 1933 : Adieu les beaux jours de Johannes Meyer et André Beucler
- 1934 : La Maison dans la dune de Pierre Billon
- 1934 : Maria Chapdelaine de Julien Duvivier
- 1934 : Vers l'abîme de Hans Steinhoff et Serge Veber
- 1934 : L'Homme à l'oreille cassée de Robert Boudrioz
- 1935 : Un homme de trop à bord de Gerhard Lamprecht et Roger Le Bon
- 1936 : Les Deux Favoris de Georg Jacoby et André Hornez
- 1936 : L'Appel du silence de Léon Poirier
- 1936 : Quand minuit sonnera de Léo Joannon
- 1936 : Seven sinners / Doomed cargo / The Wrecker d'Albert de Courville
- 1937 : Sœurs d'armes de Léon Poirier
- 1937 : Arsène Lupin détective d'Henri Diamant-Berger
- 1937 : Les Hommes sans nom de Jean Vallée
- 1938 : Chéri-Bibi de Léon Mathot : Fric-Frac
- 1938 : La Belle Revanche de Paul Mesnier
- 1938 : Adrienne Lecouvreur de Marcel L'Herbier : Pauly
- 1939 : Brazza ou l'Épopée du Congo de Léon Poirier
- 1939 : Le Danube bleu de Emil-Edwin Reinert (il ne joua que dans la première version détruite dans un incendie)
- 1940 : Untel père et fils de Julien Duvivier
- 1940 : Le Collier de chanvre de Léon Mathot
- 1941 : Le Valet maître de Paul Mesnier (il est uniquement le directeur de production)
- 1942 : Les Cadets de l'océan de Jean Dréville
- 1943 : Jeannou de Léon Poirier
- 1944 : Le Cavalier noir de Gilles Grangier
- 1945 : Le Capitan de Robert Vernay (il est uniquement le directeur de production)
- 1946 : Cœur de coq de Maurice Cloche (il est uniquement le directeur de production)
- 1947 : Un flic de Maurice de Canonge
- 1947 : La Route inconnue de Léon Poirier (directeur de production)
- 1948 : La Bataille du feu ou Les Joyeux Conscrits de Maurice de Canonge
- 1949 : Vendetta en Camargue de Jean Devaivre
- 1950 : Bille de clown de Jean Wall
- 1951 : Capitaine Ardant d'André Zwobada
- 1952 : Grand Gala de François Campaux
- 1952 : Le Retour de don Camillo de Julien Duvivier
- 1952 : Quitte ou double de Robert Vernay
- 1952 : La Fête à Henriette de Julien Duvivier
- 1952 : Vincennes première, court métrage de Jacques Grassi
- 1953 : Alerte au Sud de Jean Devaivre
- 1953 : Tabor de Georges Peclet
- 1954 : Le Rouge et le Noir de Claude Autant-Lara
- 1957 : Fumée blonde de Robert Vernay
- 1957 : Le rouge est mis de Gilles Grangier
- 1959 : La Tête contre les murs (film) de Georges Franju

## Distinctions
- Croix de guerre 1914–1918, étoile d'argent
- Chevalier de la Légion d'honneur à titre militaire (décret du 20 juillet 1932).